# Rumänisches Heer
Das Rumänische Heer (rumänisch: Forțele Terestre Române) ist die größte der drei Teilstreitkräfte der Armata Română. 

## Struktur

Gliederung des Heeres

Seit der letzten Strukturreform zu Beginn des 21. Jahrhunderts bilden Brigaden das Grundgerüst des Heeres. Im Zusammenhang mit diesem Umbau wurden mehrere hundert Bataillone aufgelöst oder restrukturiert. Dies geschah unter anderem auch vor dem Hintergrund der Abschaffung der Wehrpflicht.
Die Landstreitkräfte bestehen aktuell aus zwei Divisionen mit jeweils einer Infanteriebrigade, einem Artillerie-, Luftabwehr- und Logistikregiment sowie einem Unterstützungsbataillon. Dazu kommen mehrere, direkt dem Hauptquartier des Heeres unterstellte Einheiten: Die 1. Mechanisierte Brigade (in und um Bucharest) sowie weitere kampfunterstützende, logistische und Ausbildungsverbände in Brigade- und Regimentsgröße.

## Ausrüstung
Zur Erfüllung ihrer Aufgaben verfügt das rumänische Heer unter anderem über:

### Fahrzeuge

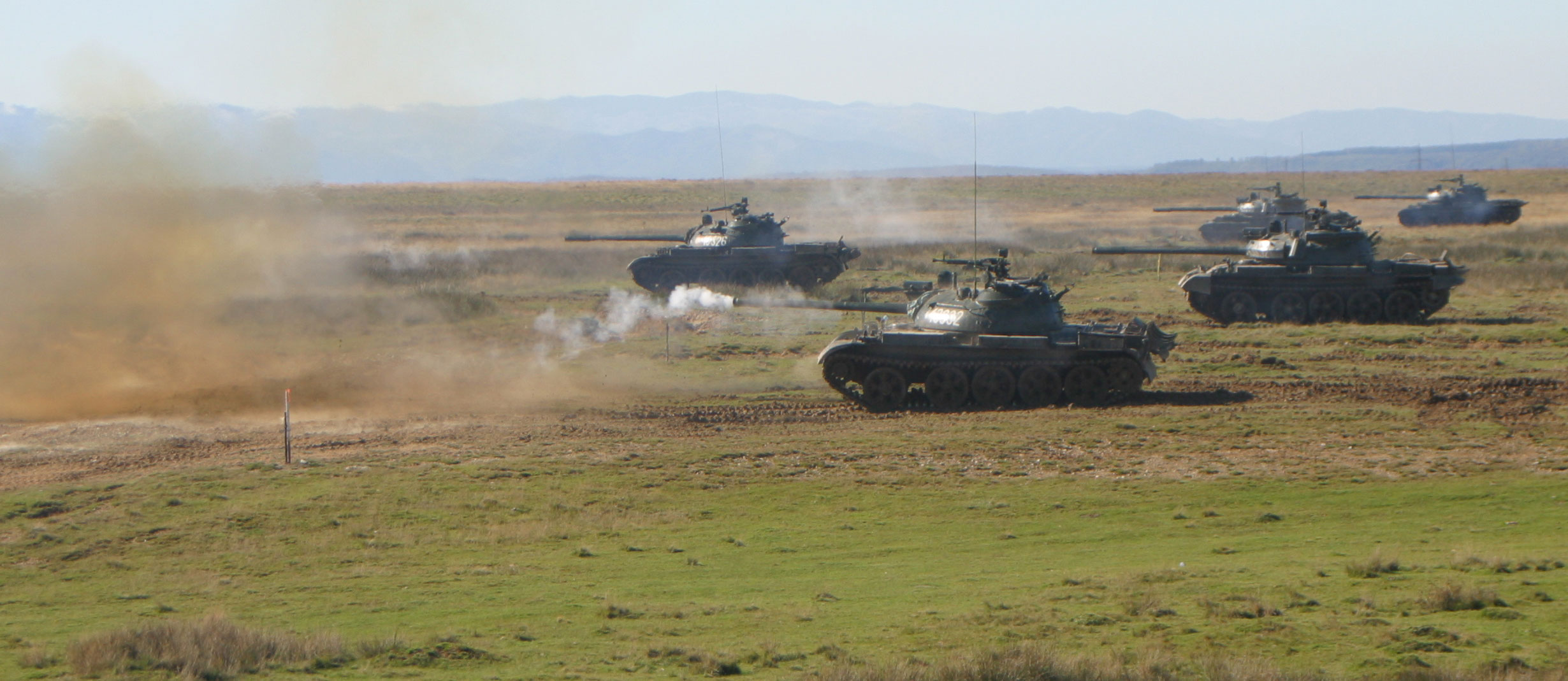
T-55 Kampfpanzer bei einer Übung

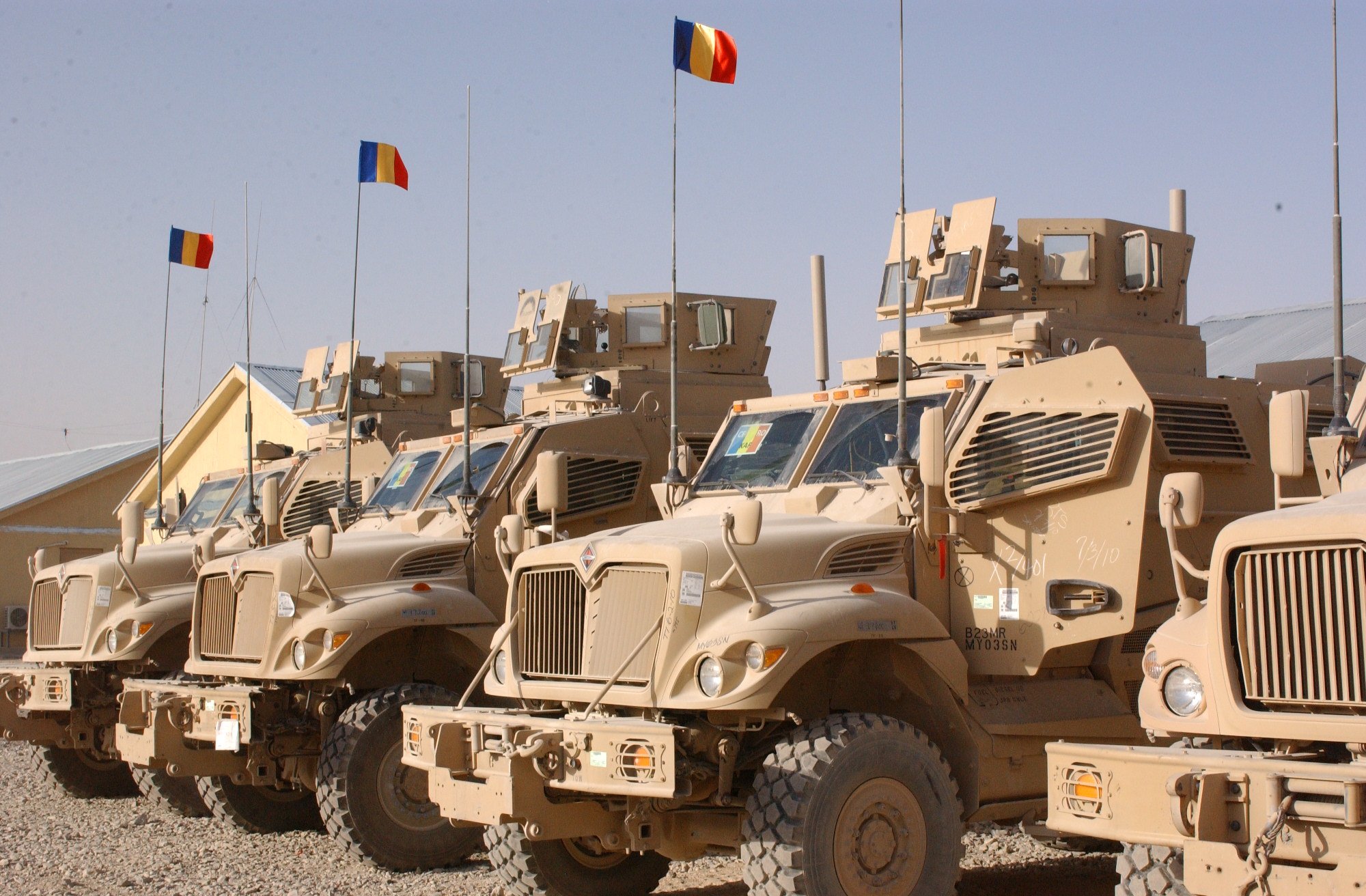
Rumänische International MaxxPro in Afghanistan

| Typ                   | Herkunft                              | Funktion                             | Version                      | Anzahl | Anmerkungen                                             |
| --------------------- | ------------------------------------- | ------------------------------------ | ---------------------------- | ------ | ------------------------------------------------------- |
| T-55                  | Sowjetunion                           | Kampfpanzer                          | T-55AM                       | 220    |                                                         |
| TR-85                 | Rumänien                              | Kampfpanzer                          | TR-85TR-85M1                 | 10354  | Basiert auf den T-55                                    |
| M1 Abrams             | Vereinigte Staaten                    | Kampfpanzer                          |                              |        | Beschaffung eines Bataillons (ca. 54 Fahrzeuge) geplant |
| MLI-84                | Rumänien                              | SchützenpanzerBergepanzer            | MLI-84MLI-84MMLI-84M TEHEVAC | 411013 | Basiert auf den BMP-1                                   |
| Mowag Piranha         | Schweiz                               | SchützenpanzerMannschaftstransporter | Piranha VPiranha IIIC        | 4937   |                                                         |
| MLVM                  | Rumänien                              | Mannschaftstransporter               |                              | 76     |                                                         |
| B33 Zimbru            | Rumänien                              | Mannschaftstransporter               |                              | 69     |                                                         |
| TAB-71                | Rumänien                              | MannschaftstransporterBergepanzer    | TAB-71TERA-71L               | 3548   | Basiert auf den BTR-60                                  |
| TAB-77                | Rumänien                              | MannschaftstransporterBergepanzer    | TAB-77TERA-77L               | 15344  |                                                         |
| International MaxxPro | Vereinigte Staaten                    | Geschütztes Fahrzeug                 |                              | 60     |                                                         |
| TABC-79               | Rumänien                              | MehrzweckfahrzeugABC-Abwehrfahrzeug  |                              | 589    |                                                         |
| BLG-67                | Polen Deutsche Demokratische Republik | Brückenlegepanzer                    |                              | 43     |                                                         |

### Artillerie

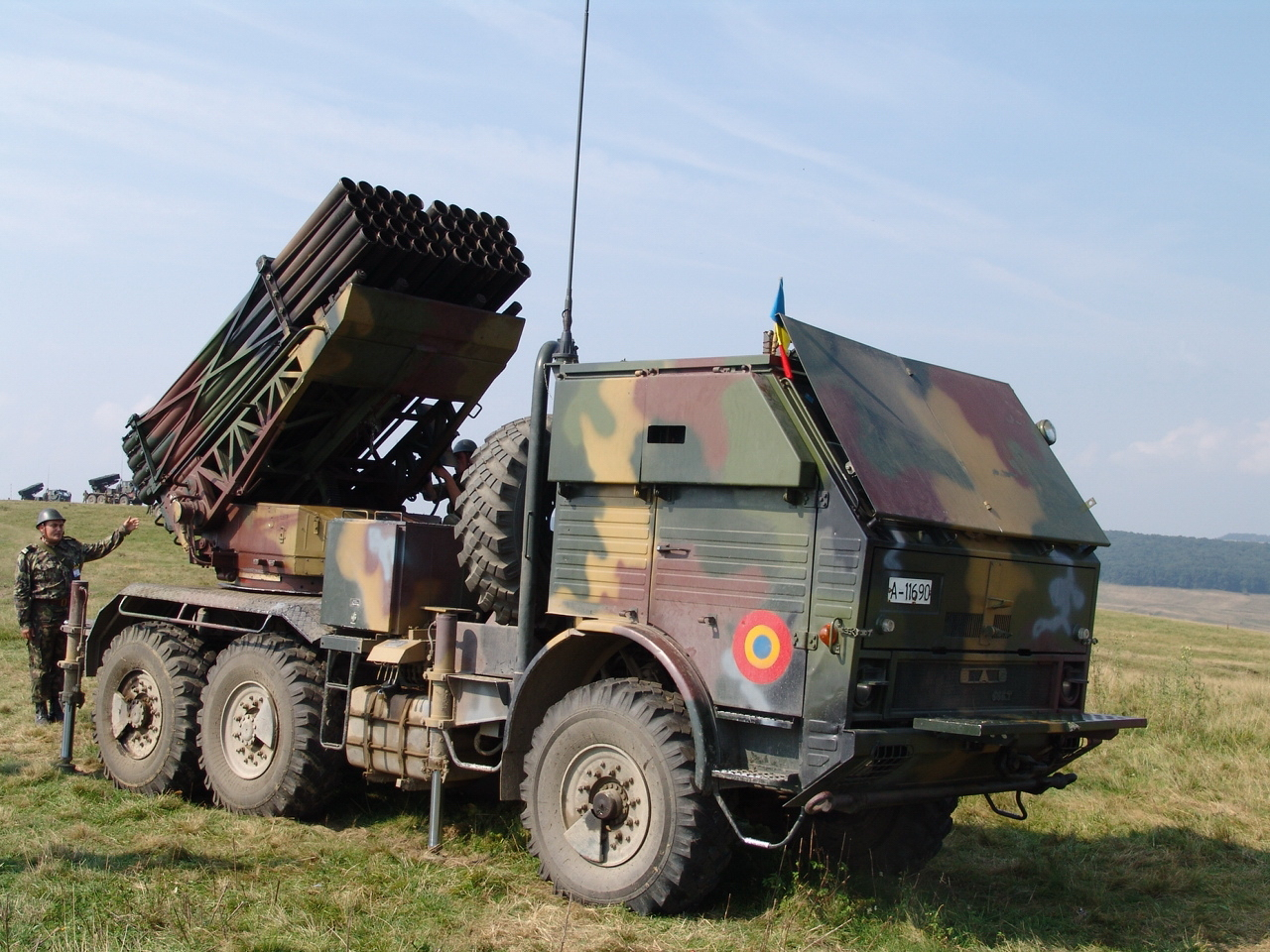
LAROM Mehrfachraketenwerfer

| Typ         | Herkunft            | Funktion             | Version   | Anzahl | Anmerkungen             |
| ----------- | ------------------- | -------------------- | --------- | ------ | ----------------------- |
| 2S1         | Sowjetunion         | Selbstfahrlafette    |           | 6      |                         |
| Model 89    | Volksrepublik China | Selbstfahrlafette    |           | 34     |                         |
| TAB-71      | Rumänien            | Panzermörser         | TAB-71AR  | 92     |                         |
| TABC-79     | Rumänien            | Panzermörser         | TABC-79AR | 85     |                         |
| M1938       | Sowjetunion         | 122-mm-Haubitze      |           | 96     |                         |
| M1981M1985  | Rumänien            | 152-mm-Haubitze      |           | 247104 | Lizenznachbau der D-20  |
| APR-40      | Rumänien            | 122-mm-Raketenwerfer |           | 134    | Lizenznachbau des BM-21 |
| LAROM       | Rumänien            | 122-mm-Raketenwerfer |           | 36     |                         |
| M142 HIMARS | Vereinigte Staaten  | 227-mm-Raketenwerfer |           | 18     |                         |
| M1982       | Rumänien            | 120-mm-Mörser        |           | 266    |                         |

### Panzer- und Flugabwehrwaffen

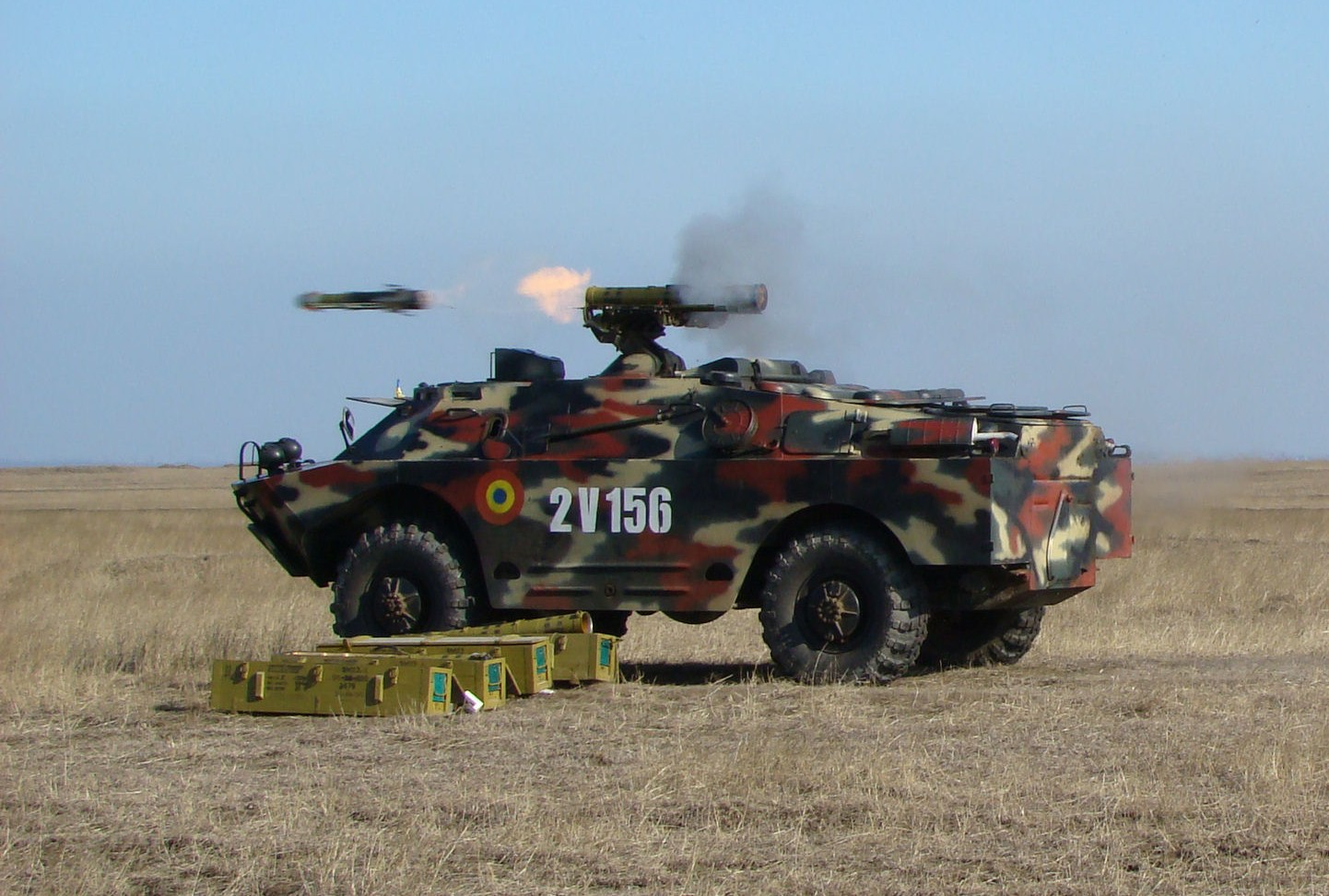
Rumänischer 9P148 beim Abfeuern einer 9K113 Konkurs

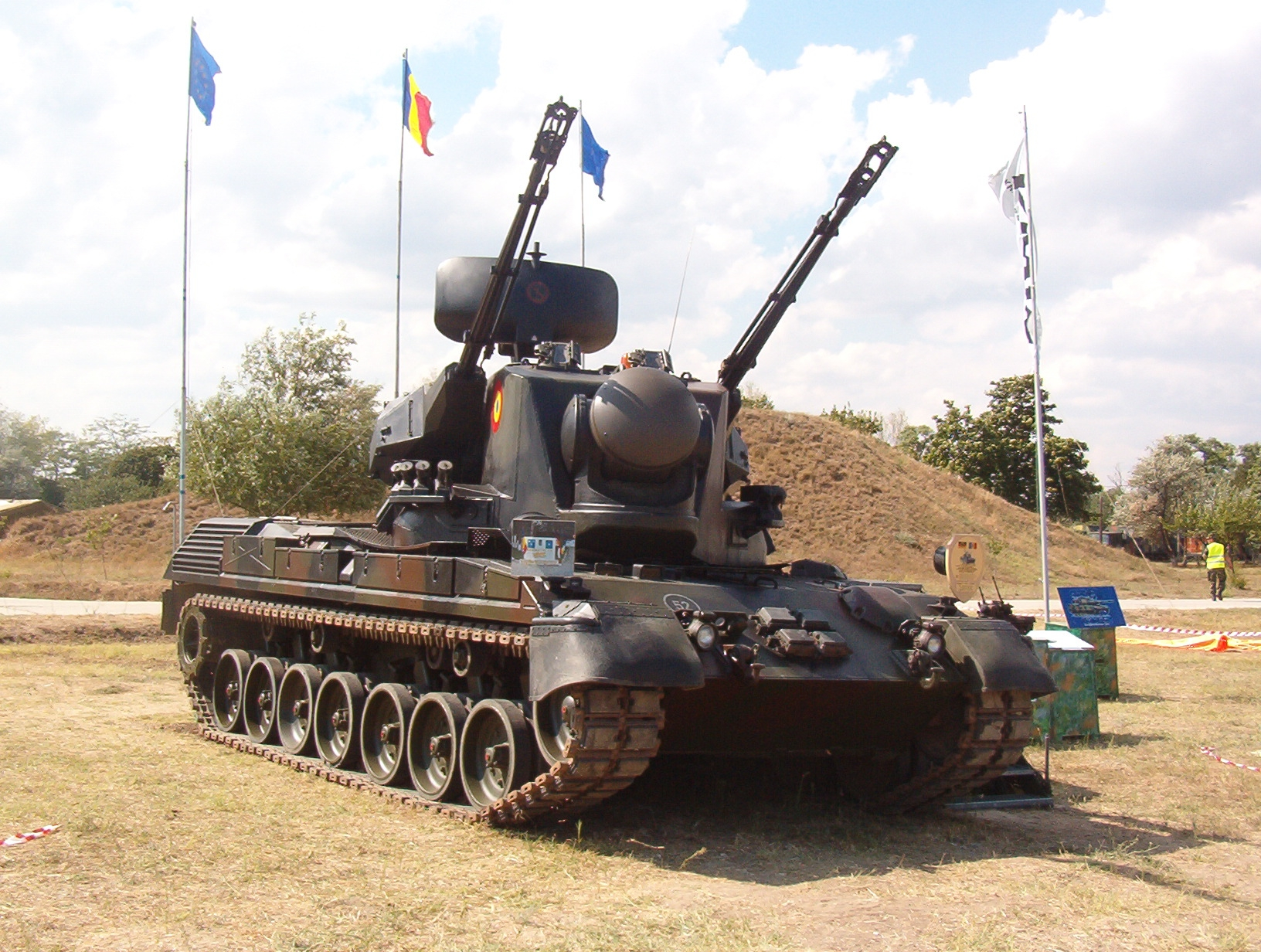
Rumänischer Gepard

| Typ                      | Herkunft    | Funktion                | Version         | Anzahl | Anmerkungen              |
| ------------------------ | ----------- | ----------------------- | --------------- | ------ | ------------------------ |
| BRDM-2                   | Sowjetunion | Panzerabwehrfahrzeug    | 9P1229P1339P148 | 129848 |                          |
| SU-100                   | Sowjetunion | Jagdpanzer              |                 |        | 23 Fahrzeuge eingelagert |
| Spike                    | Israel      | Panzerabwehrlenkwaffe   | Spike-LR        |        |                          |
| M1977                    | Rumänien    | Panzerabwehrkanone      |                 | 218    |                          |
| 2K12 Kub                 | Sowjetunion | Flugabwehrraketensystem |                 | 32     |                          |
| 9K33 Osa                 | Sowjetunion | Flugabwehrraketensystem |                 | 16     |                          |
| CA-95                    | Rumänien    | Flugabwehrraketensystem |                 | 48     |                          |
| Gepard                   | Deutschland | Flugabwehrpanzer        |                 | 41     |                          |
| ZPU-2                    | Sowjetunion | Maschinengewehr         |                 |        |                          |
| Oerlikon Zwillingskanone | Schweiz     | Flugabwehrkanone        | GDF-003         | 24     |                          |
| S-60                     | Sowjetunion | Flugabwehrkanone        |                 |        |                          |